# استل لفبور
استل لفبور (به انگلیسی: Estelle Lefébure) (زاده ۱۱ می ۱۹۶۶) بازیگر و مدل فرانسوی است.
از فیلم‌های معروف او می‌توان به فیلم‌های خستگی در حد مرگ و شفیره اشاره کرد.